# Rudolf Cvik
Rudolf Cvik (21. července 1923 – 3. června 1996 Bratislava) byl slovenský a československý politik Komunistické strany Slovenska a poúnorový poslanec Národního shromáždění ČSR, Národního shromáždění ČSSR a Sněmovny lidu Federálního shromáždění.

## Biografie
Ve volbách roku 1954 byl zvolen do Národního shromáždění za KSS ve volebním obvodu Trnava I. Mandát získal i ve volbách v roce 1960 (nyní již jako poslanec Národního shromáždění ČSSR za Středoslovenský kraj) a ve volbách v roce 1964. V Národním shromáždění zasedal až do konce jeho funkčního období v roce 1968.
K roku 1954 se profesně uvádí jako vedoucí tajemník Krajského výboru KSS v Bratislavě. V letech 1953-1966 se uvádí jako kandidát a člen Ústředního výboru Komunistické strany Slovenska. XII. sjezd KSČ ho také zvolil za kandidáta Ústředního výboru Komunistické strany Československa. XIII. sjezd KSČ ho zvolil členem ÚV KSČ. Rezignoval v červnu 1968. Koncem 60. let byl aktérem sporu, který mezi sebou vedli Alexander Dubček a Antonín Novotný.
Po federalizaci Československa usedl roku 1969 do Sněmovny lidu Federálního shromáždění, kde setrval do konce volebního období, tedy do voleb v roce 1971. Téhož roku byl jmenován velvyslancem v Řecku, pověřeným současně i na Kypru. V roce 1975 se vrátil z Athén a byl zařazen do Útvaru politických informací, krátce poté byl penzionován.